# ニューオーリンズ (重巡洋艦)
ニューオーリンズ (USS New Orleans, CL/CA-32) は、アメリカ海軍の重巡洋艦。艦名はルイジアナ州ニューオーリンズに因む。その名を持つ艦としては2隻目。ニューオーリンズ級の1番艦であるが、もともとは先に建造されていた「アストリア」 がネームシップとなる予定だった。しかし「アストリア」の竣工が「ニューオーリンズ」より遅れたため、ニューオーリンズがネームシップとなった。

## 艦歴

### 大戦前
ニューオーリンズは1931年3月14日にニューヨーク海軍造船所で起工する。1933年4月12日にコーラ・S・ジャッキー（海軍次官補の娘）によって命名、進水し、1934年2月15日に艦長アラン・B・リード大佐の指揮下就役した。
1934年5月から6月にかけて北ヨーロッパで整調巡航を行った後、ニューオーリンズは6月28日にニューヨークに帰還した。7月5日にニューオーリンズはルーズベルト大統領の乗った重巡「ヒューストン」と共に巡航し、パナマ運河の通過と飛行船「メイコン」との演習を行った。巡航は8月2日にオレゴン州アストリアで完了し、ニューオーリンズは直ちにパナマおよびキューバに出航した。
1935年にはニューイングランド沖で訓練を行い、その後ルイジアナ州ニューオーリンズを訪問、続いて第6巡洋艦分艦隊に合流し東太平洋で作戦活動に従事する。ニューオーリンズは1936年8月20日にニューヨークに帰還し、12月7日に太平洋に向けて出航した。1939年の初めにはカリブ海での冬期訓練を行い、その後カリフォルニア州の港を拠点として活動、10月12日にハワイ分艦隊に配属される。戦争が近づくと共に警戒巡航を行った。

### 第二次世界大戦
1941年12月7日（日本時間8日）の朝、「ニューオーリンズ」は太平洋艦隊の主力艦と共に、真珠湾在泊であった。本艦は海軍工廠の修理地区の桟橋に繋留されており、すぐそばに姉妹艦「サンフランシスコ」 が停泊していた。海軍工廠には戦艦「ペンシルベニア」 、軽巡洋艦「セントルイス」、「ヘレナ」の他に多数の駆逐艦がおり、整備中だった。このとき、「ニューオーリンズ」の電力は陸上から供給されていた。日本海軍機動部隊の攻撃隊が空襲を開始すると、「ニューオーリンズ」の機関部は大急ぎで機関を始動させたが、電力は不足しており、5インチ砲砲側の弾薬箱は鍵がかかったままで弾薬が使えず、揚弾機も動かなかった。このため、手空き総員による手渡しで5インチ砲弾薬を弾庫から運び出し、さらに揚弾し、あるいはライフル銃や拳銃で日本機に応戦した。本艦の従軍牧師であったハウエル・M・ホーギィ (Howell Maurice Forgy) は「主をあがめ、弾薬を運べ (Praise the Lord and Pass the Ammunition)」と乗組員を激励している。
海軍工廠は機動部隊第二波攻撃隊の目標となり、おもに江草隆繁少佐（蒼龍飛行隊長）が率いる九九式艦上爆撃機（急降下爆撃隊）の急降下爆撃に晒される。第二航空戦隊（蒼龍、飛龍）攻撃隊のうち、江草少佐がニューオーリンズを爆撃したが、命中しなかった。この至近弾の破片で艦体に多数の破孔が生じ、乗組員が負傷したものの、「ニューオーリンズ」自体には大きな損害はなかった。

#### 1942年
真珠湾攻撃後、「ニューオーリンズ」は機関修理を切り上げ、4基の内3基を動かしてジョンストン島およびパルミラ環礁への輸送船団の護衛に就いた。その後、新型レーダーと20ミリ機銃の装備のため1942年（昭和17年）1月13日にサンフランシスコに回航された。整備が終わると、「ニューオーリンズ」は2月12日にブリスベン行きの輸送船団をヌメアまで護衛した後に真珠湾に向かい、空母「レキシントン」（ウィルソン・ブラウン中将）を基幹とする第11任務部隊に合流した。
4月15日、第11任務部隊（オーブリー・フィッチ少将、旗艦「レキシントン」）はニューヘブリディーズ諸島で空母「ヨークタウン」を旗艦とする第17任務部隊（フランク・J・フレッチャー少将）と合流。巡洋艦・駆逐艦部隊とともにポートモレスビーを攻略してオーストラリアおよびニュージーランドを突かんとする日本軍の南進を阻むべく行動した。5月4日以降の珊瑚海海戦では、第17任務部隊として引き続き空母を護衛する。5月8日、MO機動部隊（指揮官高木武雄中将）の第五航空戦隊（瑞鶴、翔鶴）より攻撃隊が飛来して第17任務部隊を襲う。対空戦闘における「ニューオーリンズ」は、被弾して大きく損傷し炎上する「レキシントン」に横付けして「レキシントン」の乗組員を救助した。「ニューオーリンズ」が「レキシントン」の乗組員580名を救助し終わって離れた直後、「レキシントン」は大爆発を起こし如何ともし難い状態になった。「ニューオーリンズ」はヌメアで「レキシントン」の乗組員を上陸させた後、東ソロモンを経て真珠湾に帰投した。
5月28日、「ニューオーリンズ」は空母「エンタープライズ」と「ホーネット」を基幹とする第16任務部隊（レイモンド・スプルーアンス少将）とともに真珠湾を出撃し、6月2日にミッドウェー島北東海上で第17任務部隊と合流する。2つの任務部隊はミッドウェー作戦を発動してミッドウェー島に迫る日本艦隊と激突した。ミッドウェー海戦が生起した。第一機動部隊の三空母（赤城、加賀、蒼龍）がマクラスキー隊のSBD ドーントレスの奇襲により炎上して戦闘不能になる。機動部隊も残存空母「飛龍」から発進した攻撃隊が第17任務部隊を襲い、空母「ヨークタウン」に爆弾を命中させて航行不能とした。アメリカ側も反撃し、「飛龍」と重巡「三隈」を撃沈したが、「ヨークタウン」も沈没した。「ニューオーリンズ」はミッドウェー海戦で損傷することもなく真珠湾に帰投した。
7月7日、「ニューオーリンズ」は空母「サラトガ」基幹の部隊を護衛して真珠湾を出撃し、フィジーを経由してソロモン方面に向かった。ウォッチタワー作戦における第61任務部隊は空母「サラトガ」、「エンタープライズ」、「ワスプ」と新鋭戦艦「ノースカロライナ」および「ニューオリンズ」以下の巡洋艦部隊と駆逐艦部隊を擁し、ガダルカナル島とフロリダ諸島に上陸したアメリカ海兵隊を支援したが、途中で上空援護を切り上げて撤退した（第一次ソロモン海戦）。8月24日から25日にかけて、日本海軍第一航空戦隊（翔鶴、瑞鶴、龍驤）と対決する。日本機の空襲に見舞われたが、撃退した（第二次ソロモン海戦）。8月26日、「ニューオーリンズ」はガダルカナル島に上陸した部隊の援護に務め、珊瑚海海戦からおよそ2ヶ月ぶりに珊瑚海で行動した。8月31日に「サラトガ」が潜水艦「伊26」の雷撃で損傷すると、「ニューオーリンズ」は「サラトガ」を護衛して9月21日に真珠湾に帰投した。

#### ルンガ沖夜戦（タサファロング沖海戦）

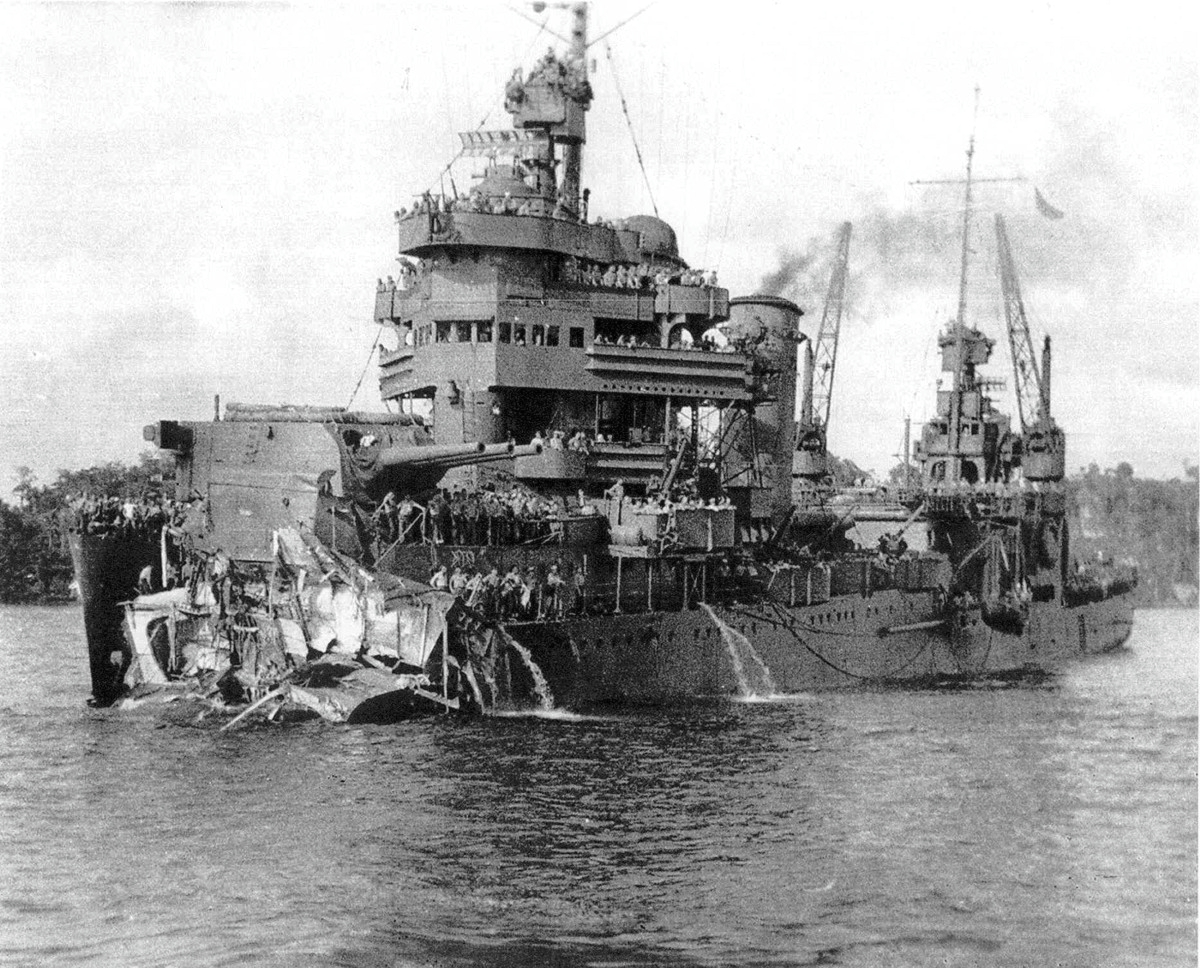
ルンガ沖夜戦で損傷した「ニューオーリンズ」

「ニューオーリンズ」は修理を行い、フィジーを経てエスピリトゥサント島に向かい、11月27日に到着した。「ニューオーリンズ」は他の4隻の巡洋艦および6隻の駆逐艦とともにカールトン・H・ライト少将の第67任務部隊に加わった。11月29日、第67任務部隊は出撃し、「東京急行」を封じるべくガダルカナル島沖に急行した。11月30日が終わろうとするその少し前、田中頼三少将率いる第二水雷戦隊の一隊がサボ島の西南方からアイアンボトム・サウンドに進入。第67任務部隊はレンゴ水道からヘンダーソン飛行場寄りのコースで進入した。

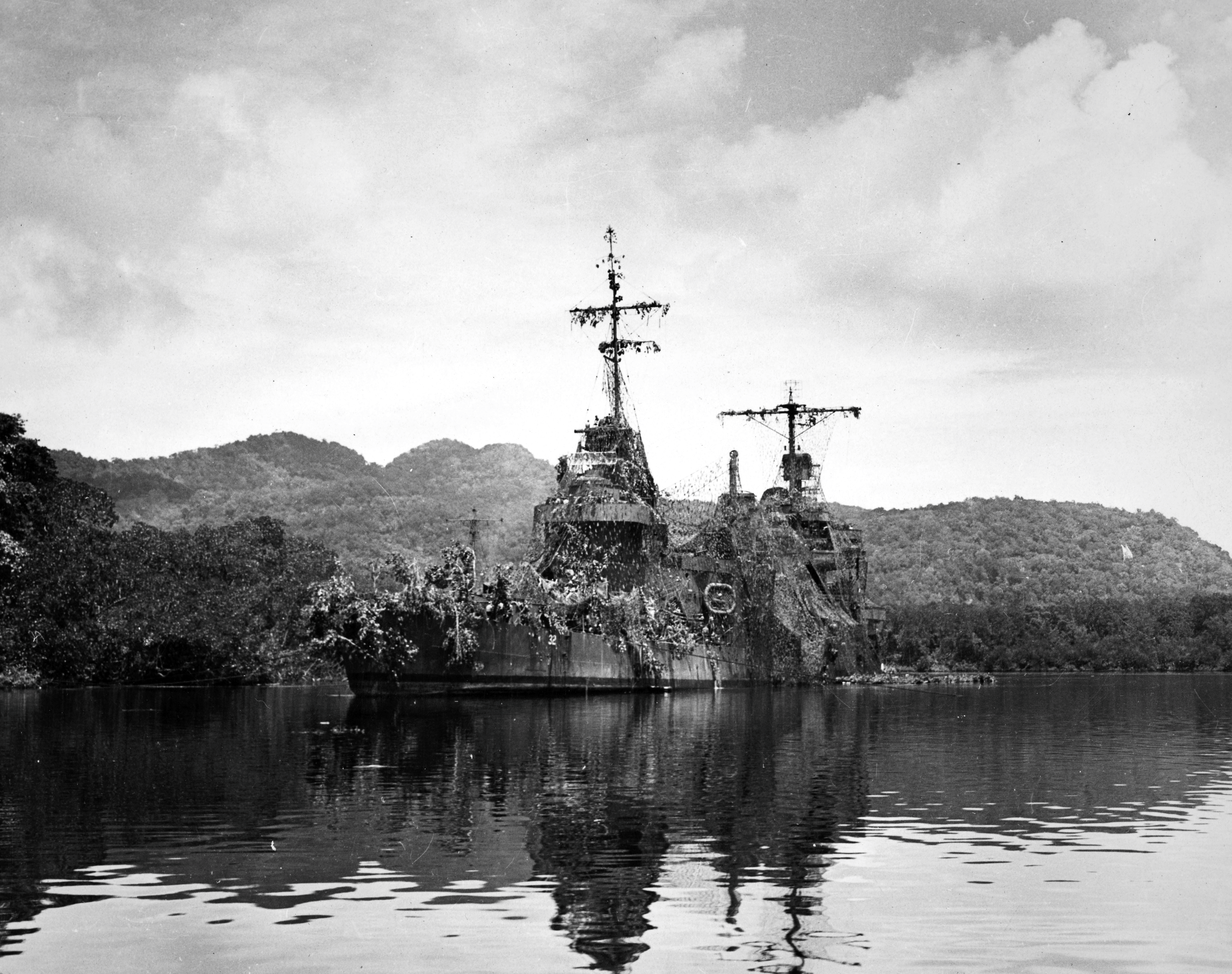
ツラギ島にてヤシの木やネットでカモフラージュした「ニューオーリンズ」

深夜、互いの部隊が相手を探知したことからルンガ沖夜戦が始まった。第67任務部隊の攻撃は相手警戒隊の駆逐艦「高波」を爆発炎上させたが、第二水雷戦隊の発射した酸素魚雷が第67任務部隊に襲い掛かった。まず先頭を進んでいた重巡「ミネアポリス」には魚雷が2本命中し艦首を吹き飛ばしたが、「ミネアポリス」は何とか持ちこたえて戦い続けた。「ニューオーリンズ」は2番手を進んでいたが、「ミネアポリス」同様に魚雷の射線に飛び込み、艦首のガソリンタンク付近に魚雷が命中。二番砲塔より前46メートルを切断し、一番砲塔を含んだ艦首部は「ニューオーリンズ」の周囲を漂うばかりだった。艦全体のうち4分の1がなくなった「ニューオーリンズ」は、およそ2ノットの速力で戦場を離脱。「ニューオーリンズ」を生かそうと乗組員の懸命の努力と巧みな操艦により、「ニューオーリンズ」は12月1日の夜明け前に自力でツラギ島に入港した。空襲から「ニューオーリンズ」を救うため、ヤシの葉で艦を覆い、その間に残骸の後始末を行った。
11日後、「ニューオーリンズ」はシドニーのコックトゥー島海軍造船所で応急修理が行われることとなり、損傷したプロペラを換装した上で出港。12月24日に到着後、仮艦首を装着した。1943年3月7日、「ニューオーリンズ」はシドニーを出港してピュージェット・サウンド海軍造船所に回航され、同地で「ミネアポリス」と同時進行で復旧修理が行われた。新しく建造された艦首が取り付けられ、その他の改装も進められた。

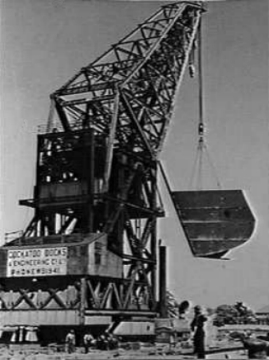
コックトゥー島海軍造船所で造られた仮艦首
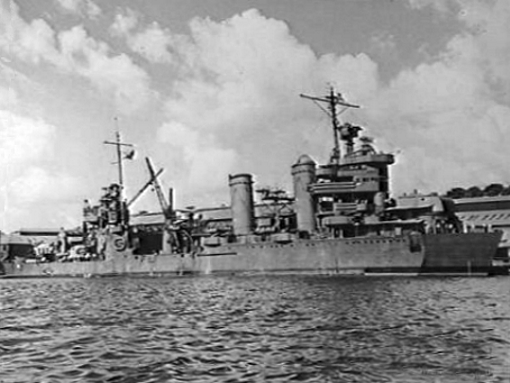
仮艦首を装着したニューオーリンズ。2番主砲の砲身は撤去された
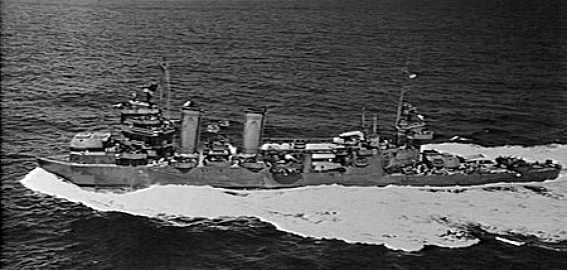
仮設艦首を装着して回航するニューオーリンズ

#### 1943年 - 1945年

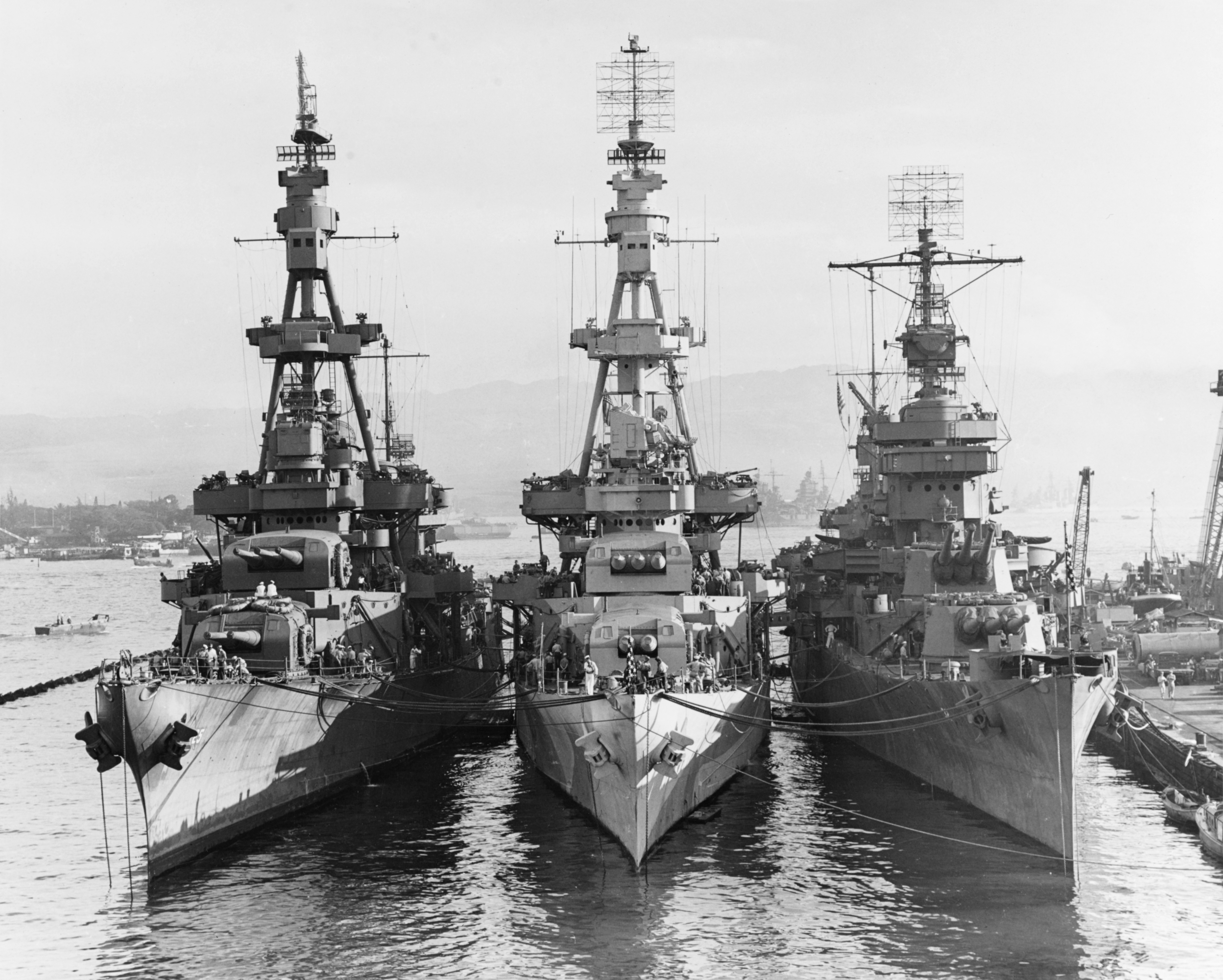
真珠湾での「ニューオーリンズ」。左は重巡洋艦「ソルトレイクシティ」、中は同「ペンサコーラ」。1943年

「ニューオーリンズ」は復旧修理が終わると、8月31日に演習のため真珠湾に戻った。次いで第14任務部隊（アルフレッド・E・モントゴメリー少将）に合流し、10月5日から7日にかけて行われたウェーク島への攻撃に加わり、日本の雷撃機を撃退した。11月10日に真珠湾に帰投後、10日後の11月20日にガルヴァニック作戦に参加してギルバート諸島に向かった。同方面で機動部隊の護衛にあたったが、12月4日のマーシャル諸島沖航空戦で空母「レキシントン」が雷撃機の攻撃で損傷したため、「ニューオーリンズ」は同艦を護衛して真珠湾に向かい、12月9日に到着した。
「ニューオーリンズ」は1944年1月29日からのクェゼリンの戦いでは砲撃任務にあたり、マジュロも制圧した。2月17日から18日に行われたトラック島空襲にも参加。第5艦隊司令長官スプルーアンス大将は、トラック諸島内にいまだ有力艦船が多数残っていると考え、空襲後には外に出てくるだろうと推測した。「ニューオーリンズ」は「ミネアポリス」とともにロバート・C・ギッフェン少将に率いられ、スプルーアンス大将直率の戦艦「ニュージャージー」および「アイオワ」、駆逐艦4隻とともにトラック諸島の外を一周。午後もだいぶ経った頃、部隊は艦載機の空襲により航行不能になっていた軽巡洋艦「香取」と駆逐艦「舞風」および脱出を図る駆逐艦「野分」を発見。スプルーアンス大将は戦艦の目標を「野分」に、「ニューオーリンズ」と「ミネアポリス」の目標を「香取」にと割り振った。「野分」は脱出に成功したが、「香取」と「舞風」は射撃を続けながら沈没していった。また、この戦いの前後に特設駆潜艇および駆潜艇を砲火で撃沈した。第58任務部隊（マーク・ミッチャー中将）はトラックに続いてマリアナ諸島を攻撃した後、マジュロを経て真珠湾に帰投した。
「ニューオーリンズ」は引き続き第58任務部隊を護衛し、3月のカロリン諸島攻撃および4月のホーランディアへの攻撃に参加した。4月22日、空母「ヨークタウン」の艦載機が「ニューオーリンズ」のメインマストに衝突し、砲架に当たった後海中に転落した。転落した際爆発が起こり、「ニューオーリンズ」は水しぶきを浴びた。これにより、1名の乗組員が行方不明となり、何名かの乗組員が負傷した。「ニューオーリンズ」はニューギニア沖に続いてトラックとサタワン環礁への空襲を支援したほか、4月30日にサタワン環礁を砲撃した。5月4日、「ニューオーリンズ」はマジュロに帰投した。整備を行った後、「ニューオーリンズ」はマリアナ諸島攻撃に向かうため6月10日にクェゼリン環礁を出撃した。
6月15日から16日にサイパン島に対して艦砲射撃を行う一方、第58任務部隊は反撃してきた小沢治三郎中将率いる機動部隊とマリアナ沖海戦を戦ったが、艦載機と潜水艦の攻撃により空母3隻を撃沈し、395機の日本機を撃墜した。第58任務部隊に接触したわずかな日本機は、「ニューオーリンズ」他の対空砲火で蹴散らされた。マリアナ沖海戦以降、この方面での日本機の活動は見られなくなった。8月までサイパン島とテニアン島への攻撃に参加した後、「ニューオーリンズ」は8月13日にエニウェトク環礁に帰投。整備の後、8月28日に出撃して第38任務部隊（ミッチャー中将）の小笠原諸島と硫黄島への空襲を支援し、9月1日と2日には硫黄島に対して艦砲射撃を行った。パラオへの空襲の後マヌス島に一旦帰投した「ニューオーリンズ」は、沖縄島、台湾および北部ルソン島の日本の航空基地への攻撃のため出撃。10月20日に行われたレイテ島への上陸を支援し、これに対抗して出撃してきた日本艦隊を迎え撃った（レイテ沖海戦）。
「ニューオーリンズ」はこの海戦では第38.4任務群（ラルフ・E・デヴィソン少将）に属し、空母の直衛にあたっていた。10月24日、第3艦隊司令長官ウィリアム・ハルゼー大将は、第二艦隊司令長官栗田健男中将率いる栗田艦隊（中央部隊）の進撃に備えてこれまで空母の直衛にあたっていた戦艦や巡洋艦、駆逐艦を以って第34任務部隊を編成し、司令官に戦艦「ワシントン」に将旗を掲げるウィリス・A・リー中将を任命した。ハルゼー大将は当初、第34任務部隊をサンベルナルジノ海峡付近に待機させたが、南を行く西村祥治中将の艦隊は第7艦隊（トーマス・C・キンケイド中将）指揮下の第77任務部隊で対処でき、栗田艦隊が空襲で引き返し再び東進しても、これも第7艦隊の砲撃部隊で対処できるだろうと考え、当面の撃破目標を北の小沢艦隊（北方部隊、旗艦瑞鶴）に絞って北上した。翌10月25日、戦況はハルゼー大将のシナリオとは全く異なる様相を示した。栗田艦隊がサマール島沖に出現して護衛空母を基幹とする第77.4任務群を追いかけまわし、サマール沖海戦が繰り広げられていた。キンケイド中将の泣き言に加え太平洋艦隊司令長官チェスター・ニミッツ大将からの「第34任務部隊はどこにいるか、世界が訝っている」の電文を受けショックを受けたハルゼー大将は、空母部隊のうち1個任務群と第34任務部隊のうちの戦艦と軽巡洋艦、駆逐艦を南下させ、「ニューオーリンズ」は残る空母部隊とともに北上した。

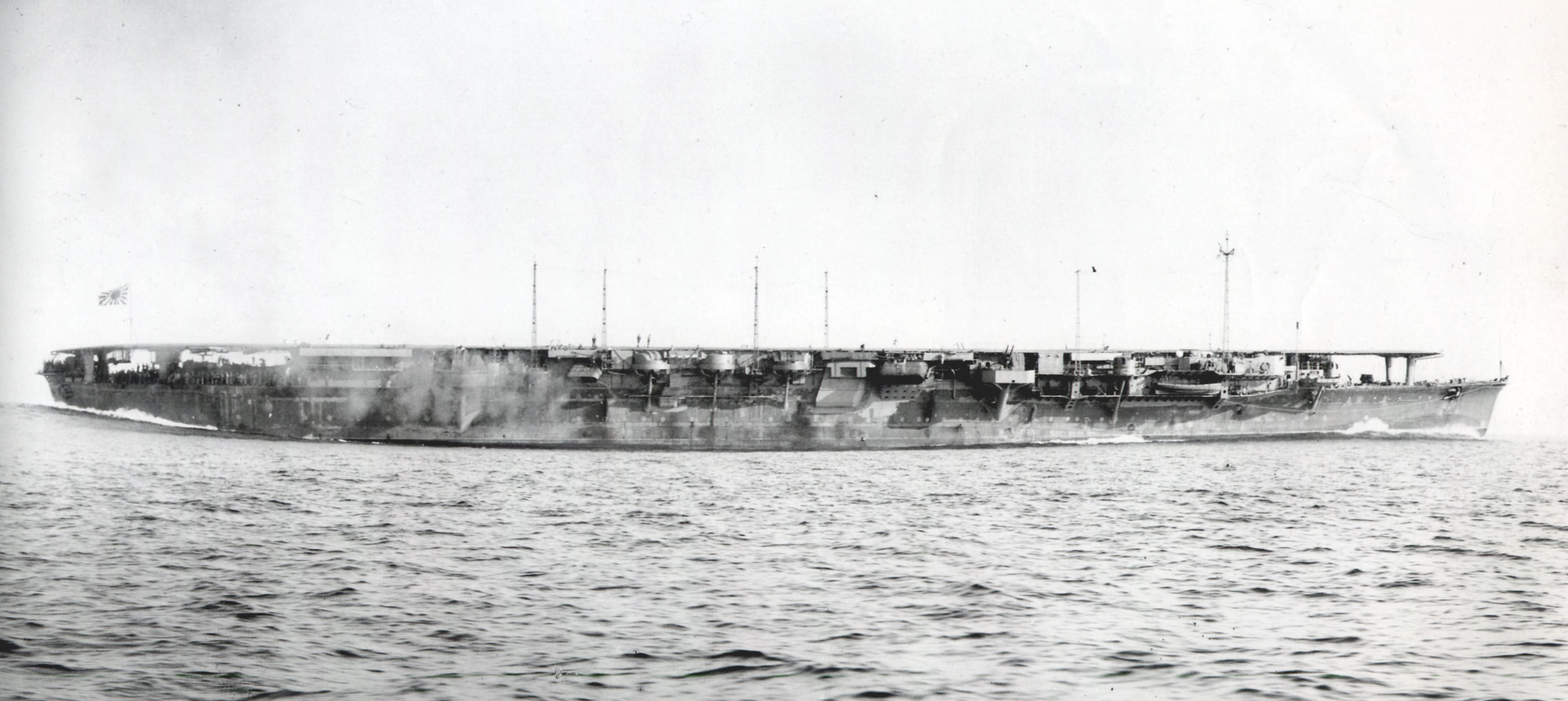
空母「千代田」

午後遅く、「ニューオーリンズ」は重巡洋艦「ウィチタ」、軽巡洋艦「サンタフェ」「モービル」および駆逐艦群とともにローレンス・T・デュボース少将に率いられ北上を続けていた。その時、空母「レキシントン」の艦載機が「サンタフェ」近くを飛行し、「近くに空母が放置されている」と報告。16時25分、「ニューオーリンズ」は目当ての空母「千代田」を発見し、「ウィチタ」とともに砲撃を開始。「サンタフェ」「モービル」も砲撃し、千代田（艦長城英一郎大佐）は全乗組員と共に沈没した。つづいてデュボース隊は、小沢機動部隊の殿をつとめていた駆逐艦「初月」を撃沈したが、残存部隊を取り逃がした。レイテ沖海戦の全体を見ると、アメリカ海軍は日本艦隊を叩きのめし、空前の勝利を収めた。

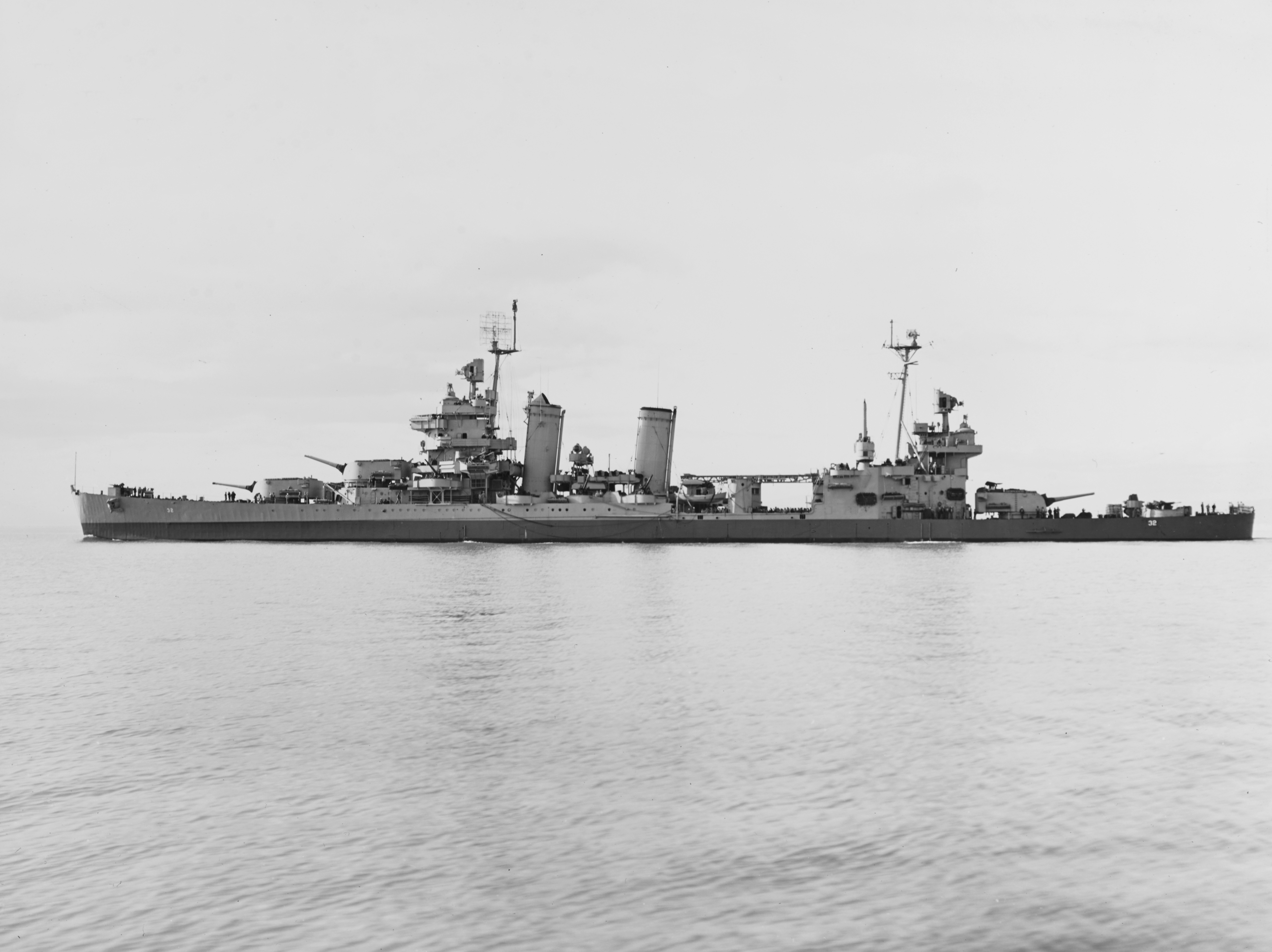
メア・アイランドで1945年に撮られた「ニューオーリンズ」

ウルシー環礁での補給後、「ニューオーリンズ」は引き続きミンドロ島侵攻に先立つフィリピンに対する航空攻撃を行う第38任務部隊の護衛を行い、その後ハワイに戻って同地で訓練を行い、12月後半にはオーバーホールのためメア・アイランド海軍造船所に向かった。「ニューオーリンズ」は1945年4月18日にウルシー環礁に帰投し、沖縄島への艦砲射撃任務のため2日後に出撃し、4月23日に到着した。沿岸砲台との砲撃戦を行う。2ヶ月近くを沖縄戦の戦場で過ごし、その後補給と修理のためフィリピンに向かう。8月15日の終戦時、「ニューオーリンズ」はスービック湾にあった。
「ニューオーリンズ」は第二次世界大戦の戦功で17個の従軍星章を受章した。

### 戦後
「ニューオーリンズ」は8月28日に巡洋艦駆逐艦部隊と共に中国および朝鮮半島の港に向けて出航した。青島で日本軍艦艇の接収、連合軍捕虜の収容、中国および朝鮮での占領軍の上陸支援を行い、11月17日に帰還兵を乗せて帰国の途に就く。帰還兵は佐世保でさらに乗り込み、12月8日にサンフランシスコで上陸した。1946年1月に同様の任務でグアムに向かい、その後パナマ運河を通過し、ルイジアナ州ニューオーリンズに10日間の訪問を行った後、フィラデルフィア海軍工廠に向かい3月12日に到着した。「ニューオーリンズ」は同地で1947年2月10日に退役し、1959年3月1日に除籍、1959年9月22日にメリーランド州ボルチモアのボストン・メタルズ社にスクラップとして売却された。
2025年、ソロモン諸島で海底調査を行っていた調査船ノーチラスにより、ルンガ沖夜戦で切断された「ニューオーリンズ」の艦首部が水深675メートルの海底から発見された。

## 栄典
「ニューオーリンズ」は第二次世界大戦の戦功で17個の従軍星章を受章した（第二次世界大戦のアメリカ海軍艦艇で第3位）。また、以下の勲章を授与された。
- 戦闘交戦リボン（英語版）
- 中国軍務勲章（英語版）
- アメリカ防衛従軍記章・・・「艦隊」略章付き
- アメリカ従軍記章
- アジア・太平洋戦役勲章（英語版） … 星章17個付き
- 第二次世界大戦戦勝記念章
- 海軍占領軍務勲章（英語版）・・・「アジア」略章付き